# MySQL AB
MySQL AB es una compañía de software fundada en 1995, creadora del sistema administrador de bases de datos relacionales MySQL, y una de las más grandes empresas de software libre del mundo. Sus oficinas principales están ubicadas en Upsala, Suecia y Cupertino, California (EE. UU.). 
Tiene más de 200 empleados en más de 20 países gracias a su estrategia de teletrabajo. 

## Adquisición de MySQL AB
El 16 de enero de 2008 Sun Microsystems adquirió la empresa, por lo que se prevé que su cartera de productos se integre con la de esta compañía.

## Adquisición de Sun Microsystems
En 2009 Sun Microsystems fue adquirida por la empresa Oracle Corporation.
Adquirió Sun Microsystems por aproximadamente 7.400 millones de dólares. Esta adquisición representó un movimiento estratégico clave para Oracle, ya que le permitió expandir su negocio en hardware y sistemas operativos, además de fortalecer su posición en software empresarial. Sun Microsystems, conocida por el lenguaje de programación Java, el sistema operativo Solaris y sus tecnologías de servidores, estaba enfrentando dificultades financieras antes de la compra.
Java fue uno de los activos más valiosos para Oracle en esta transacción, ya que es una de las plataformas de programación más utilizadas a nivel mundial. La compra también permitió a Oracle competir más directamente en el mercado de servidores y almacenamiento con empresas como IBM.
Sin embargo, la adquisición generó preocupaciones dentro de la comunidad de software libre, particularmente en torno al futuro de MySQL, una base de datos de código abierto adquirida por Sun en 2008. Algunos temían que Oracle priorizara su propio producto de base de datos en detrimento de MySQL, aunque Oracle aseguró su compromiso con mantener el desarrollo de este proyecto.
En resumen, la adquisición de Sun Microsystems por Oracle fue un movimiento de consolidación en el sector tecnológico que permitió a Oracle integrar hardware y software, además de fortalecer su portafolio de productos en el entorno empresarial.